# Królewska Huta w Świętochłowicach (stacja kolejowa)
Królewska Huta w Świętochłowicach (niem. Königshütte in Schwientochlowitz) – nieistniejąca stacja z dworcem kolejowym w Świętochłowicach, funkcjonująca w latach 1845–1913.

## Historia
W dniu 16 listopada 1845 roku oddano do użytku odcinek linii Kolei Górnośląskiej (Oberschlesische Eisenbahn) z Gliwic, z końcową stacją (ósmą na linii) Königshütte ('Królewska Huta'), przedłużony rok później do Mysłowic. Od 1849 roku stacja ta nosiła nazwę Königshütte in Schwientochlowitz ('Królewska Huta w Świętochłowicach'). Stacja miała status dworca I klasy (niem. Bahnhof I. Klasse) z pełnym zakresem obsługi ruchu pasażerskiego i była oddalona od Rynku w Królewskiej Hucie o 2,7 km (w linii prostej 2,3 km).
Pierwsze pociągi osobowe w 1846 roku pokonywały trasę Wrocław – Królewska Huta w czasie 6 godzin i 23 minuty (Wrocław Górnośląski, odjazd o godz. 12:15 – Królewska Huta, przyjazd o godz. 18:38). Stacja Królewska Huta (w Świętochłowicach) była pierwszą w okolicy, obsługującą w latach 40–70. XIX wieku mieszkańców wielu miejscowości, m.in. Bytomia, Frydenshuty, Świętochłowic, Dolnych i Górnych Hajduk i Królewskiej Huty.
W latach 1848–1849 wytyczono i rozpoczęto budowę utwardzonej drogi o długości 2 km, prowadzącej w linii prostej w okolicę dworca z późniejszego Rynku w Królewskiej Hucie, którą nazwano Schwientochlowitzerstrasse (‘ul. Świętochłowicka’), czyli dzisiejszej ul. Wolności.
Po oddaniu do użytku 27 października 1872 roku nowego dworca w centrum Królewskiej Huty (dzisiejszy dworzec Chorzów Miasto) na odgałęzieniu Kolei Górnośląskiej ze Świętochłowic (od Górnych Hajduk) do Bytomia, starą stację w 1873 roku przemianowano na Schwientochlowitz ('Świętochłowice'). Dworzec w 1880 roku znalazł się w gminie Górne Hajduki, a w 1903 roku w nowej gminie Bismarkhuta.
Od 30 grudnia 1894 roku koło dworca przebiegała linia tramwaju parowego, łącząca Gliwice z Niemieckimi Piekarami (przez Chebzie, Zgodę, Królewską Hutę i Bytom – dzisiejszymi ulicami Wojska Polskiego, Katowicką i Wolności). Druga, łącznikowa linia tramwajowa (elektryczna) z Piaśnik do Dolnych Hajduk, dotarła w pobliże dworca 29 lipca 1900 roku, przebiegając obecnymi ulicami Katowicką, Wiktora Polaka i dalej obok koryta Rawy aż do skrzyżowania z ob. ul. Wolności, gdzie krzyżowała się z linią tramwaju parowego.
Niedogodne skomunikowanie dworca z poprowadzonym w 1860 roku w okolicy huty „Bismarck” odgałęzieniem do Królewskiej Huty, było jedną z przyczyn podjęcia decyzji o zastąpieniu go nowym obiektem dworcowym przy głównym skrzyżowaniu dróg w Hajdukach (umożliwiającym pełne skomunikowanie również z liniami tramwajowymi) oraz przystankiem osobowym w zachodniej części Świętochłowic. Ostatnie pociągi odprawiono we wtorek, 30 września 1913 roku, a następnego dnia dworzec wyłączono z ruchu. Większość zabudowań stacji (m.in. parowozownię, wieżę wodną, nastawnię i posterunki) przejął nowy dworzec w Hajdukach.

### Lokalizacja dworca
Budynek dworca znajdował się po północnej stronie torów, na przedłużeniu obecnej ul. Konstytucji 1997 roku (odcinek prostopadły do torów kolejowych), która prowadziła do niego z Królewskiej Huty poprzez dzisiejszą ul. Wolności w Chorzowie, a ze Świętochłowic przez Bahnhofstrasse (dzisiejsza ul. Katowicka).
Budynek dworca jest jeszcze widoczny na mapach topograficznych w skali 1:25.000 z 1939 i 1942 roku. Wieża wodna stała jeszcze w latach 60. XX wieku, a ośmiostanowiskową parowozownię wyburzono w 2016 roku.
Współcześnie pamiątką po dworcu z lat 1845–1913 jest Kolonia Dworcowa w Świętochłowicach (wzdłuż ul. Hajduki), leżąca po południowej stronie torów, oraz wspomniany odcinek obecnej ul. Konstytucji 1997 roku, prostopadły do ul. Katowickiej.

## Następcy dworca
Z dniem 1 października 1913 roku (środa) dworzec wyłączono z ruchu, a w jego miejsce uruchomiono dwa nowo wybudowane obiekty:
- dworzec kolejowy I klasy (niem. Bahnhof I. Klasse) Bismarckhütte w Hajdukach, położony koło huty „Bismarck” (na wschód od starego), czyli dzisiejszy dworzec Chorzów Batory, który przejął infrastrukturę oraz obsługę ruchu pociągów ze starego dworca w kierunku Mysłowic, Wrocławia i Bytomia (przez Królewską Hutę), z pełnym zakresem obsługi ruchu pasażerskiego;
- przystanek kolejowy (niem. Haltepunkt) Schwientochlowitz w Świętochłowicach, położony koło huty „Falva” (na zachód od starego), czyli dzisiejszy przystanek kolejowy Świętochłowice, przeznaczony dla zwykłej obsługi podróżnych z tej miejscowości.